# Матеєшть (комуна)
Матеєшть, Матеєшті (рум. Mateești) — комуна у повіті Вилча в Румунії. До складу комуни входять такі села (дані про населення за 2002 рік):
- Греч (617 осіб)
- Матеєшть (1338 осіб)
- Турчешть (1327 осіб)

Комуна розташована на відстані 190 км на захід від Бухареста, 41 км на захід від Римніку-Вилчі, 82 км на північ від Крайови.

## Населення
За даними перепису населення 2002 року у комуні проживали 3282 особи.
Національний склад населення комуни:
| Національність | Кількість осіб | Відсоток |
| -------------- | -------------- | -------- |
| румуни         | 3281           | > 99,9%  |
| німці          | 1              | < 0,1%   |

Рідною мовою назвали:
| Мова      | Кількість осіб | Відсоток |
| --------- | -------------- | -------- |
| румунська | 3281           | > 99,9%  |
| німецька  | 1              | < 0,1%   |

Склад населення комуни за віросповіданням:
| Релігія       | Кількість осіб | Відсоток |
| ------------- | -------------- | -------- |
| православні   | 3263           | 99,4%    |
| адвентисти    | 15             | 0,5%     |
| п'ятдесятники | 2              | 0,1%     |
| реформати     | 1              | < 0,1%   |